# Cotesia glomerata
Kålfjärilstekel (Cotesia glomerata) är en stekelart som först beskrevs av Carl von Linné 1758.  Cotesia glomerata ingår i släktet Cotesia och familjen bracksteklar. Arten är reproducerande i Sverige. Inga underarter finns listade i Catalogue of Life.

## Bildgalleri

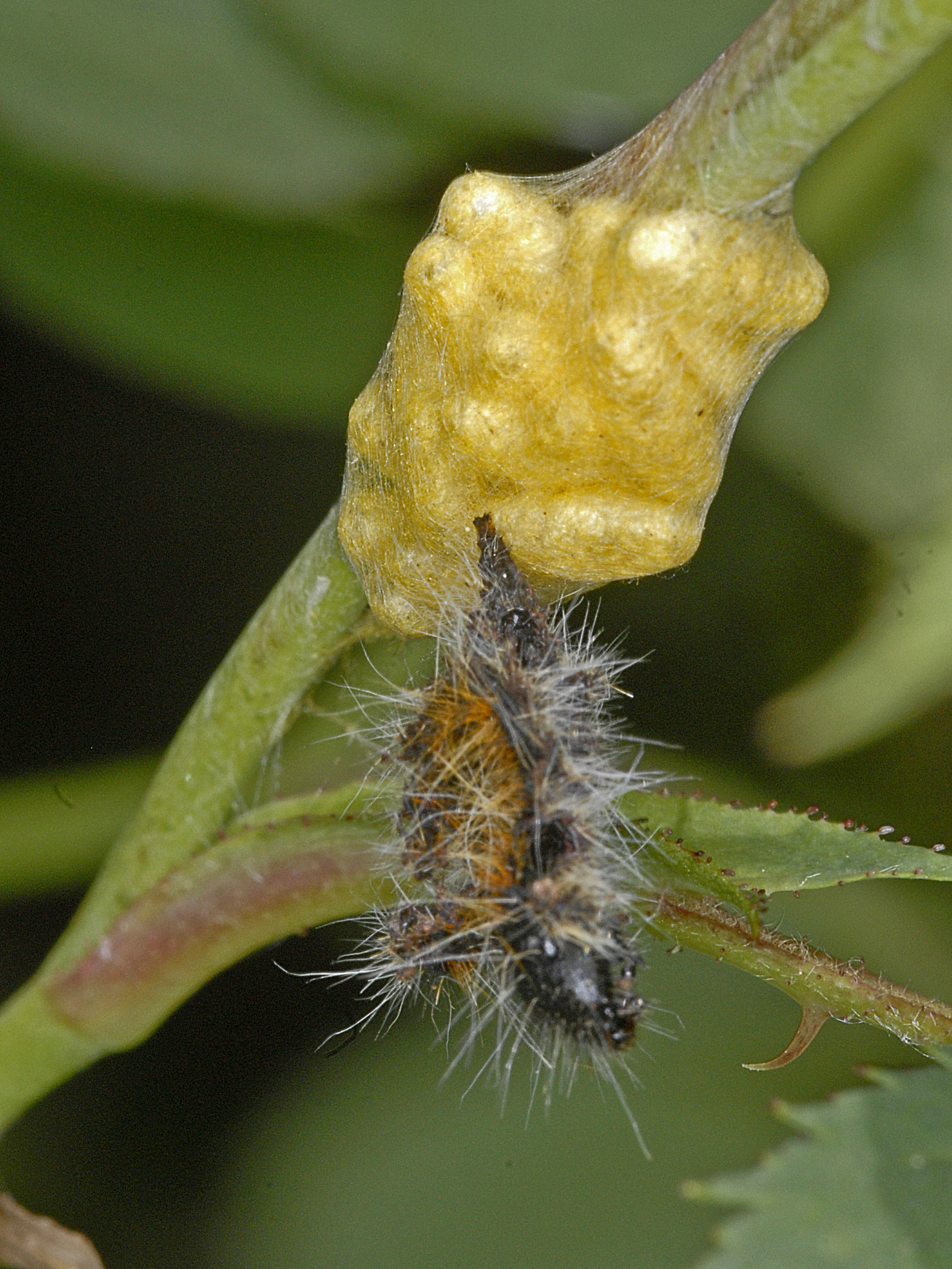